# Nílton Santos

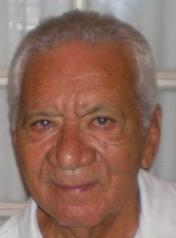
Nilton Santos v roce 2006

Nílton dos Santos (16. května 1925 Rio de Janeiro – 27. listopadu 2013 Rio de Janeiro) byl brazilský fotbalista, obránce. Pelé ho roku 2004 zařadil mezi 125 nejlepších žijících fotbalistů. S brazilskou reprezentací dvakrát vyhrál mistrovství světa (1958, 1962) a jednou na něm získal stříbrnou medaili (1950). Krom toho se zúčastnil též mistrovství světa roku 1954. Celkem za národní tým odehrál 75 utkání, v nichž vstřelil 3 branky. Celou svou fotbalovou kariéru prožil v jediném klubu – Botafogo. Odehrál za něj 723 ligových utkání.